# يسار الوسط
سياسات الوسط اليساري أو سياسة وسط اليسار، والتي يشار إليها أيضاً باسم سياسة اليسار المعتدل، هي وجهات نظر سياسيّة مائلة إلى اليسار على المقياس السياسي اليميني- اليساري، ولكنّها أقرب إلى المركز من سياسات اليسار الأخرى.
أولئك الذين على يسار المركز يؤمنون بالعمل ضمن الأنظمة القائمة لتحسين العدالة الاجتماعية. يدعم وسط اليسار درجة من المساواة الاجتماعيّة التي يعتقد أنها قابلة للتحقيق من خلال تشجيع تكافؤ الفرص. لقد عزّز وسط اليسار المساواة في الحظوظ والفرص، التي تشدد على تحقيق المساواة، وتتطلّب المسؤوليّة الشخصيّة في المناطق التي يسيطر عليها الفرد من خلال قدراته ومواهبه وكذلك المسؤوليّة الاجتماعيّة في المناطق الخارجة عن سيطرة الفرد.
يعارض وسط اليسار وجود فجوةٍ واسعةٍ بين الأغنياء والفقراء ويدعم تدابير معتدلة لتقليص الفجوة الاقتصاديّة، مثل ضريبة الدخل التدريجي، والقوانين التي تحظر عمل الأطفال، وقوانين الحدّ الأدنى للأجور، والقوانين التي تنظم ظروف العمل، والحدود على ساعات العمل والقوانين التي تضمن حقوق تنظيم العمال. يدّعي وسط اليسار أن المساواة الكاملة في النتائج غير ممكنة، ولكن بدلاً من ذلك، تسمح الفرصة المتكافئة وجود درجة من المساواة في المجتمع.
في أوروبا، يضم وسط اليسار الديمقراطيين الاجتماعيّين التقدميّين، وكذلك بعض الاشتراكيّين الديمقراطيّين، والخضر واليسار المسيحي. يوصف بعض الليبراليين الاجتماعيّين أنهم من وسط اليسار، لكن في الحقيقة العديد من الليبراليين الاجتماعيّين هم في مركز الطيف السياسي أيضاً

## المواقف المرتبطة بوسط اليسار
الأيديولوجيّة الرئيسية لوسط اليسار ي الديمقراطية الاجتماعية، الليبراليّة الاجتماعيّة (عندما تقترن بأيديولوجيات أخرى)، التقدمية، الاشتراكية الديمقراطية والسياسة الخضراء (المعروفة أيضاً باسم التحالف الأحمر والأخضر).
في جميع أنحاء العالم، تدعم مجموعات وسط اليسار بشكل عام:
- اقتصاد مختلط يتألف من برامج التعليم المملوكة للقطّاع العام أو المدعومة، والرعاية الصحّية الشاملة، ورعاية الطفل والخدمات الاجتماعيّة ذات الصلة بجميع المواطنين.
- نظام ضمان اجتماعي، الهدف المعلن منه هو التصدّي لآثار الفقر وتأمين عامّة الناس ضد فقدان الدخل بعد المرض أو البطالة أو التقاعد (مساهمات التأمين الوطنية).
- الهيئات الحكوميّة التي تنظّم المشاريع الخاصة لصالح العمّال والمستهلكين من خلال ضمان حقوق العمل (مثل دعم وصول العمال إلى النقابات العمالية، ومشاركة العمال، وحماية المستهلك، والمنافسة العادلة في السوق).
- امتداد الضرائب التصاعديّة التي تشمل الإعفاءات الضروريّة والإعانات لمن هم تحت خط الفقر من قبل الحكومة.
- ضريبة الثروة/ ضريبة القيمة المضافة، لتمويل النفقات الحكوميّة.
- الاستثمارات الحكوميّة، على سبيل المثال الأشغال العامّة، والاقتصاد الكينزي.

يمكن استخدام المصطلح للتعبير عن المواقف المتعلّقة بالبيئة والدين والأخلاق العامّة، وما إلى ذلك؛ ولكن هذه ليست الخصائص المميزة، حيث قد تتخذ أحزاب يمين الوسط مواقف مماثلة بشأن هذه القضايا. قد يكون أو قد لا يكون وسط اليسار أكثر اهتماماً بخفض الانبعاثات الصناعيّة مقارنة بأحزاب وسط اليمين.

## التاريخ
ظهر مصطلح «وسط اليسار» في ثلاثينيات القرن التاسع عشر، وهي مرحلة سياسيّة تاريخيّة في مملكة فرنسا عندما حكم مجلس أورليان في ظل نظام برلماني. كان وسط اليسار متميّز عن اليسار، المؤلّف من الجمهوريّين، بالإضافة إلى وسط اليمين، المؤلّف من الطرف الثالث والمذهب العقائديّ المحافظ الليبرالي.
خلال هذا الوقت كان وسط اليسار بقيادة أدولف ثيرز (زعيم حزب الحركة الليبراليّة القوميّة) وأوديلون باروت، الذي كان يرأس «المعارضة الأسريّة» الشعبويّة. كان وسط اليسار أورلياني، لكنّه أيّد تفسيراً ليبراليّاً لميثاق 1830، ومزيداً من السلطة للبرلمان، وحق الانتخاب الرجولي، ودعم القوى القوميّة الأوروبيّة المتصاعدة. شغل أدولف ثيرز منصب رئيس الوزراء للملك لويس فيليب الأول مرتين (في عام 1836 وفي عام 1840)، لكنّه خسر بعد ذلك صالح الملك، وسقط وسط اليسار بسرعة.
في فرنسا، خلال الجمهوريّة الثانية والإمبراطوريّة الثانية، لم يكن وسط اليسار قويّاً أو منظّماً، ولكنه كان مرتبطاً بشكلٍ عام بمجموعة من الجمهوريّين المعتدلين في البرلمان. وأخيراً، في عام 1871 سقطت الإمبراطوريّة الثانية نتيجةً للهزيمة الفرنسية في الحرب الفرنسية البروسية، وأعاد أدولف ثيرز وسط اليسار بعد تأسيس الجمهوريّة الثالثة. هذه المرة تشكل وسط اليسار من جمهوريّين معتدلين أطلق عليهم فيما بعد اسم «الانتهازيّين»، الليبراليين المناهضين للملكية والراديكاليّين من الاتحاد الجمهوري. خلال فترة الجمهوريّة الثالثة، قاد العديد من الشخصيات السياسية والفكريّة وسط اليسار مثل جول دوفور وإدوارد رينييه دي لابولاي وتشارلز دي ريموسات وليون ساي ووليام وادينجتون وجان كازيمير بيريير وإدموند هنري أدولفي شيرير وجورج بيكو.
في أماكن أخرى في أوروبا، ظهرت حركات وسط اليسار في ستسنيات القرن التاسع عشر، خاصةً في إسبانيا وإيطاليا. في إيطاليا، ولد وسط اليسار كائتلاف بين الليبرالي كاميلو بينسو وكونت كافور والأوربيانو راتازي التقدّمي، أولئك الرؤساء كانوا من تجمّعات اليمين واليسار في البرلمان. كان يسمّى هذا التحالف «الزواج» (Connubio) بسبب خصائصة الانتهازيّة. في عام 1900 تم التعبير عن مواقف وسط يساريّة من قبل الناس والأحزاب الذين يؤمنون بالديمقراطيّة الاجتماعيّة والاشتراكيّة الديمقراطيّة، ومن قبل أيضاً بعض الليبراليين أو الديمقراطيين المسيحيين الذين كانوا مرتبطين بوسط اليسار. حاليّاً، تتحد أحزاب وسط اليسار في أوروبا، في الحزب الاشتراكي الديمقراطي للاشتراكيين الأأوروبيين، وحزب الخضر الأوروبي البيئي.